# Thomas Hughes (football)
Pour les articles homonymes, voir Thomas Hughes.
Thomas Bridges Hughes, né le 17 septembre 1851 et mort le 10 août 1940 à Lelant dans les Cornouailles est un footballeur anglais. Il remporte deux coupes d’Angleterre en 1876 et 1877 avec les Wanderers et il est le premier footballeur à marquer deux buts en finale de la même compétition.

## Biographie
Thomas Hughes étudie au Winchester College entre 1863 et 1870 où il réussit particulièrement bien, devenant même Perfect of Hall en 1870. Il est aussi un bon joueur de cricket et représente son école entre 1868 et 1870. Il poursuit sa scolarité au New College d’Oxford.
Après avoir obtenu son diplôme de fin d’études, il commence à étudier le droit à Inner Temple avant de se tourner vers une carrière d’enseignant. Il commence sa carrière de professeur à Repton School entre avril et décembre 1878 puis est engagé au Brighton College de janvier à juillet 1879. Il retourne ensuite à Londres et s’installe à Evelyn's School dans Hillingdon où il termine sa carrière en 1907.
Il meurt le 10 août 1940 à son domicile de Lelant dans les Cornouailles.

### Carrière dans le football
Thomas Hughes joue successivement pour Oxford University Association Football Club (en mars 1874 pour un match contre Cambridge University), Swifts FC et Old Wykehamists FC avant de signer pour le grand club de l’époque, les Wanderers.
Son premier match pour les Wanderers a lieu le 2 janvier 1876 lors d’une victoire 2-0 contre Sheffield à l’occasion du troisième tour de la Coupe d'Angleterre de football 1875-1876. Hughes est titulaire lors du reste de la saison aidant le club à se qualifier pour sa troisième finale en cinq participations. Cette finale oppose les Wanderers au Old Etonians et se termine sur le score nul d’un but partout. Le match d’appui se déroule une semaine plus tard dans le même stade du Kennington Oval. Charles Wollaston marque le premier but pour les « Vagabonds ». Les deux buts suivant sont l’œuvre de Hughes grâce à l’aide de Hubert Heron. Il devient ainsi le tout premier footballeur à marquer deux buts lors de la finale d’une Coupe d’Angleterre.
Lors de la saison 1876-1877, Hughes ne fait que trois apparitions sous le maillot des Wanderers, toutes lors de la Coupe d'Angleterre. En finale les Wanderers s’imposent une nouvelle fois cette fois-ci contre Oxford University et sur le score de 2 buts à 1, buts marqués par William Lindsay et Jarvis Kenrick. Le but d’Oxford est marqué contre son camp par le gardien de but Arthur Kinnaird.
La carrière professionnelle de Hughes lui fait rater les deux saisons suivantes, mais il refait cinq apparitions en 1880-1881 pour deux buts marqués.

## Palmarès
Wanderers
- Vainqueur de la Coupe d'Angleterre en 1876 et 1877